# Loskuták
Loskuták (Gracula) je rod pěvců z čeledi špačkovití (Sturnidae).

## Zástupci
- loskuták engganský (Gracula enganensis)
- loskuták jižní (Gracula indica)
- loskuták srílanský (Gracula ptilogenys)
- loskuták posvátný (Gracula religiosa)
- loskuták velký (Gracula robusta)

## Výskyt

Geografické rozšíření jednotlivých druhů